# Герб Красноярска
Герб города Красноя́рска является официальным символом Красноярска. Основу герба города представляет собой червлёный геральдический щит на котором изображён золотой лев, держащий в правой лапе золотую лопату, а в левой — золотой серп.

## Описание
В червленом поле золотой стоящий на задних лапах лев, держащий в правой лапе золотой заступ, а в левой — золотой серп. Щит увенчан золотой башенной короной о пяти зубцах, окруженной по обручу золотым лавровым венком. Щитодержатели: справа — серебряный единорог с золотым рогом, слева — серебряный конь, у обоих копыта, гривы и хвосты золотые, глаза и языки червленые. Подножие золотое в виде растительного орнамента, обвитого лентой ордена Октябрьской Революции.— Положение о гербе города Красноярска

## История

### Острожная печать
Печать Красноярского острога известна с середины XVII века (приложена к грамоте 1644 года). На печати изображался единорог («инрог») и надпись: «Печать государева земли Сибирские Красноярского острогу».
В своей статье («Гербовед» № 84) историк Г. И. Королев приводил цитату из «Сибирской истории» И. Э. Фишера:
«К красноярскому гербу единорога, чаятельно, подали повод разные роды рогатых зверей, водящихся в горах сей провинции, несмотря, что так называемого единорога нет ни там, ниже в другом каком месте».
По версии Г. И. Королева единорог мог отражать местную легенду о гигантском рогатом подземном звере, связанную с частыми находками костей и бивней мамонтов.

### Первый герб
В 1804 году Красноярск стал частью Томской губернии — в том же году был утверждён первый герб города:

«В щите, разделённом надвое, в верхней половине герб Томской, а в нижней в серебряном поле на земле с левой стороны означена красная гора».
По геральдическим правилам в верхней половине герба должно было находиться изображение герба губернского города, а в нижнем — эмблема подчинённого города.
В декабре 1822 года Красноярск стал центром Енисейской губернии, однако герб остается прежним.
В 1836 году предлагался вариант, который так и не был утверждён. Проект изначально относился к Енисейской губернии: «В голубом щите представлены молоток и сноп из колосьев, означающий плодородную почву земли; далее видно большое глинистое возвышение с обрывами красного цвета, облегающее город на большое пространство по левой стороне реки Енисея».

### Золотой лев
23 ноября 1851 года Красноярск получает новый герб: 

«В червлёном щите изображён золотой, стоящий на задних лапах лев, который несёт в передних лапах того же металла серп и лопату. Щит увенчан золотою императорскою короною».
 Лев символизировал силу и мужество, а серп и лопата отражали главное занятие жителей — земледелие и добычу ископаемых, в первую очередь — золота. В 1840-е годы Енисейская губерния стала основным центром золотодобычи в Сибири.
Герб Красноярска начал употребляться в качестве губернского, формальное же его утверждение было произведено царским указом от 5 июля 1878 года. В соответствии с новым статусом, он получил обрамление дубовыми листьями, соединенными андреевской лентой. Этот герб выполнял официальную функцию до начала советского периода истории.
В составе РСФСР, территория Енисейской губернии подвергается переустройству: в 1925г. город лишается прежнего статуса и переходит в окружной, а в 1934г. становится столицей одноименного края. В этой ситуации, герб сохраняет лишь своё культурно-историческое значение. Был восстановлен Постановлением администрации города № 910 от 28 ноября 1994 г.

## Неформальное использование
Оживший интерес к дореволюционному символу проявился в год празднования 350-летия Красноярска. К этому событию было выпущено большое количество сувенирной продукции (значков, буклетов и т.д.), с узнаваемыми образами города, в числе которых был геральдический лев. А главная газета города «Красноярский рабочий» вышла специальным номером, использовав изображение льва в оформлении первой полосы.
В 1987—89 годах смальтовая мозаика в виде стилизованной исторической эмблемы украсила фасад стадиона «Енисей».

## Герб Красноярска сегодня
Действующий герб города основан на образце 1851 года, и был принят Красноярским городским советом 19 сентября 2004 года. Описание герба:
Герб города представляет собой изображение золотого стоящего на задних лапах льва, помещённого на червлёном геральдическом щите, держащего в передних лапах лопату и серп из того же металла, в правой лапе — лопата, в левой — серп. Геральдический щит увенчан золотой пятибашенной статусной короной центра субъекта Российской Федерации.
26 мая 2010 года на сессии Городского Совета депутатов был утвержден доработанный («торжественный») вариант герба города Красноярска. Герб дополнен новыми статусными элементами — щитодержателями — это серебряные единорог и конь, расположенные на золотом подножии в виде растительного орнамента. Прежняя редакция осталась в силе, были регламентированы условия использования для обеих версий.
Геральдическое описание:

«В червлёном поле золотой стоящий на задних лапах лев, держащий в правой лапе золотой заступ, а в левой — золотой серп. Щит увенчан золотой башенной короной о пяти зубцах, окружённой по обручу золотым лавровым венком. Щитодержатели: справа — серебряный единорог с золотым рогом, слева — серебряный конь, у обоих копыта, гривы и хвосты золотые, глаза и языки червлёные. Подножие золотое в виде растительного орнамента, обвитого лентой ордена Октябрьской Революции».
Лев символизирует силу, храбрость, гордость, великодушие, милосердие, отвагу, власть. Заступ олицетворяет подземные богатства Красноярья, а серп — наземные.
Украшения геральдического щита соответствуют современному статусу и значению города:
- корона с лавровым венком на обруче указывает на то, что город Красноярск является административно-политическим центром субъекта Российской Федерации — Красноярского края;
- единорог, с первой печати острога Красноярского, датируемой 1644 годом, символизирует чистоту и очищение;
- конь, с официального герба города 1804 года, когда Красноярск входил в Томскую губернию, символизирует сибирские просторы, могущество и смелость;
- растительный орнамент, обрамляющий щит герба города снизу и являющийся подножием для щитодержателей, применялся в народном творчестве Сибири, в том числе городе Красноярске;
- лента указывает на то, что город Красноярск награждён орденом Октябрьской Революции.
- червлень (красный цвет) символизирует красоту местности, где расположен город, самобытность его архитектуры, трудовые достижения жителей города;
- золото — символ богатства и процветания города;
- серебро символизирует сибирские просторы, снега и чистые помыслы граждан города во все времена.

Воспроизведение герба города допускается без щитодержателей и подножия; в виде фигуры льва или льва, помещённого на щите, а также в одноцветном варианте.
Воспроизведение герба города с щитодержателями и подножием может быть использовано только при размещении герба города:
- в рабочих кабинетах Главы города, председателя городского Совета, в зале, где проводятся сессии городского Совета, в зале приёма Главы города;
- на почётных грамотах, нагрудных знаках, знаках отличия (удостоверениях и свидетельствах к ним), награждение которыми производится по решению Главы города, городского Совета;
- на официальных сайтах органов местного самоуправления и Избирательной комиссии города Красноярска;

Герб города с щитодержателями и подножием, а также сувенирная продукция с данной символикой могут использоваться и вручаться во время празднования Дня города Красноярска, связанного с юбилейной датой города, церемоний встреч и проводов глав и (или) делегаций иностранных государств, межгосударственных, межправительственных делегаций, посещающих город Красноярск с официальными визитами.
Согласно разъяснению Департамента социальной политики городской администрации Красноярска, дополненный щитодержателями герб не отменяет прежнего, утверждённого в 2004 году. Оба одинаково «законны», отличаются лишь случаи их использования.